# Cykling
 Der er for få eller ingen kildehenvisninger i denne artikel, hvilket er et problem. Du kan hjælpe ved at angive troværdige kilder til de påstande, som fremføres i artiklen.

Cykling eller cyklisme er det at transportere sig på en cykel, desuden tales også om sporten cykelsport.

## Cyklismens historie
Forløberen for en cykel blev kaldt en dræsine. Den var meget tung og klodset, og netop derfor blev den kun legetøj for få.

### Cyklismens historie i Danmark
50 år senere havde en københavner en cykel med hjem fra Paris. Velocipeden som den blev kaldt. Denne slags cykel blev først hurtigt populær, men forsvandt hurtigt igen. I 1860 kom der først rigtigt gang i salget. Selvom det stadig ikke var alle, der syntes godt om cyklen. Velocipeden gik da også af mode igen og forsvandt helt fra Danmark. I udlandet blev de dog ved med at eksperimentere og opfandt nye modeller, som eksempel bicyclen.
Bicyclen kom til Danmark nogle år efter. Denne slags cykel var stadig utrolig svær at bestige. Cyklen var meget høj, så høj, at det var farligt for personen, som cyklede, hvis personen væltede på den. Der skulle kun små ujævnheder i underelaget til før end rytteren væltede.
Bicyclen fik en længere levetid end de andre. 2 til 3 gange om måneden holdt Dansk Bicycle Klubben udflugter, hvor medlemmerne cyklede ture.
I København, hvor de fleste cyklister holdt til, var de utroligt upopulære. Der blev råbt efter dem, kastet ting og stukket pinde ind i hjulene. Der blev lavet en lov om, at cyklerne skulle holde tilbage for både kørende og ridende.
I 1886 blev væltepeteren afløst af en mere stabil cykel, en sikkerhedsbicycle. Denne cykel havde to næsten lige store hjul med kædetræk til baghjulet, næsten som den slags, vi kører på i dag.

### Cykelsportens start i Danmark
Det første offentlige velocipedevæddeløb blev afholdt allerede i april 1869. Men det var først da sikkerhedsbicycle'en kom til landet, at cyklen blev betragtet som brugbar til væddeløb. De blev forsynet med et racerstyr – et styr, der bøjer nedad.
I 1888 åbnede cykelbanen i Ordrup, og fem år senere åbnede Clubben Cyclistens træbane i Bernstorffsgade bag Tivoli. Banerne var forsynet med hævede sving af enten træ eller cement.

### Opfindelse af cykelslangen
Cyklen havde massive gummihjul. John Boyd Dunlop havde en søn, der kørte på cykel. Sønnen brokkede sig meget over de mange bump og stød, han fik, når han cyklede. Derfor ville Mr. Dunlop forbedre cyklens køreegenskaber. Efter mange forsøg, havde han opfundet en cykelslange med luft i. Dette gjorde, at hans søn kunne cykle langt mere behageligt, selv på ujævne underlag. Der var også en anden god egenskab med de nye hjul, man kunne cykle meget hurtigere.
Mr. Dunlops opfindelse blev meget populær, og der blev blandt andet skrevet om den i bladet Idræt:
”Efter utallige mislykkede forsøg lykkedes det ham endelig at fremstille en brugelig ring, på hvilken hans søn nu kunde sidde blødt, hvor han tidligere var blevet gennemrystet. Så at sige var alle ubehaglighederne forsvundne som dug for Solen, og opfinderens søn gled nu let hen over ujævnheder, der førhen ville have bragt hans knogler til at rasle.”
Dette gjorde, at man med lethed kunne cykle meget hurtigere end før. At cyklen blev et hurtigere transportmiddel, gjorde at der var mange flere der begyndte at cykle.

## Cyklen som transportmiddel
Cyklen er billigere end en bil, og kan benyttes af børn og andre uden kørekort.
I nogle lande benyttes cyklen mere end andre. Cyklen har sin klare økonomiske fordel i fattige lande, hvor befolkningen ikke i så høj grad af råd til biler. I rige lande er cyklen også meget udbredt, da den giver motion, er miljørigtig og i byerne ofte er hurtigere end bilen og den offentlige transport. Derfor er der skabt supercykelstier.
Cykling er generelt sikkert, men dog ikke helt ufarligt. I 2020 kom næsten 800 cyklister til skade i Danmark, og 28 døde. Dansk lovgivning har regler for cykling.

## Fritidscykling
Cykling foretages ikke kun med transport som formål. Cykling er sundt, og opfattes af nogle som dejlig motion. Nogle områder er mere velegnede til cykling end andre. Et fladt landskab samt gode veje og stier for cyklister kan tiltrække cykelturister. I Danmark har man lavet nationale og regionale cykelruter for at fremme fritidscyklingen.

## Turcykling
En anden type cykling er turcykling. Her rejser man på cyklen medbringende sin egen bagage, herunder alle fornødenheder man ikke forventer at købe sig til undervejs.

## Cykelsport
Cyklen bruges i mange sportsgrene. De længste distancer foregår på landevejen, mens der køres hurtigst på cykelbanen. Endelig køres dog også uden for vejene (Cycle cross) eller på ramper (BMX). Cykling kan også kombineres med andre sportsgrene (duatlon og triatlon).